# كولين رينيسون
كولين رينيسون هي مغنية وممثلة كندية، ولدت في 2 ديسمبر 1987 بفانكوفر في كندا.

## أعمال

### أفلام
- (2007) مخيم التدريب

## وصلات خارجية
- كولين رينيسون على موقع IMDb (الإنجليزية)
- كولين رينيسون على موقع ميوزك برينز (الإنجليزية)
- كولين رينيسون على موقع ديسكوغز (الإنجليزية)
- كولين رينيسون على موقع قاعدة بيانات الفيلم (الإنجليزية)